# Sukumo
Sukumo (宿毛市, Sukumo-shi) est une ville située dans la préfecture de Kōchi au Japon.

## Géographie

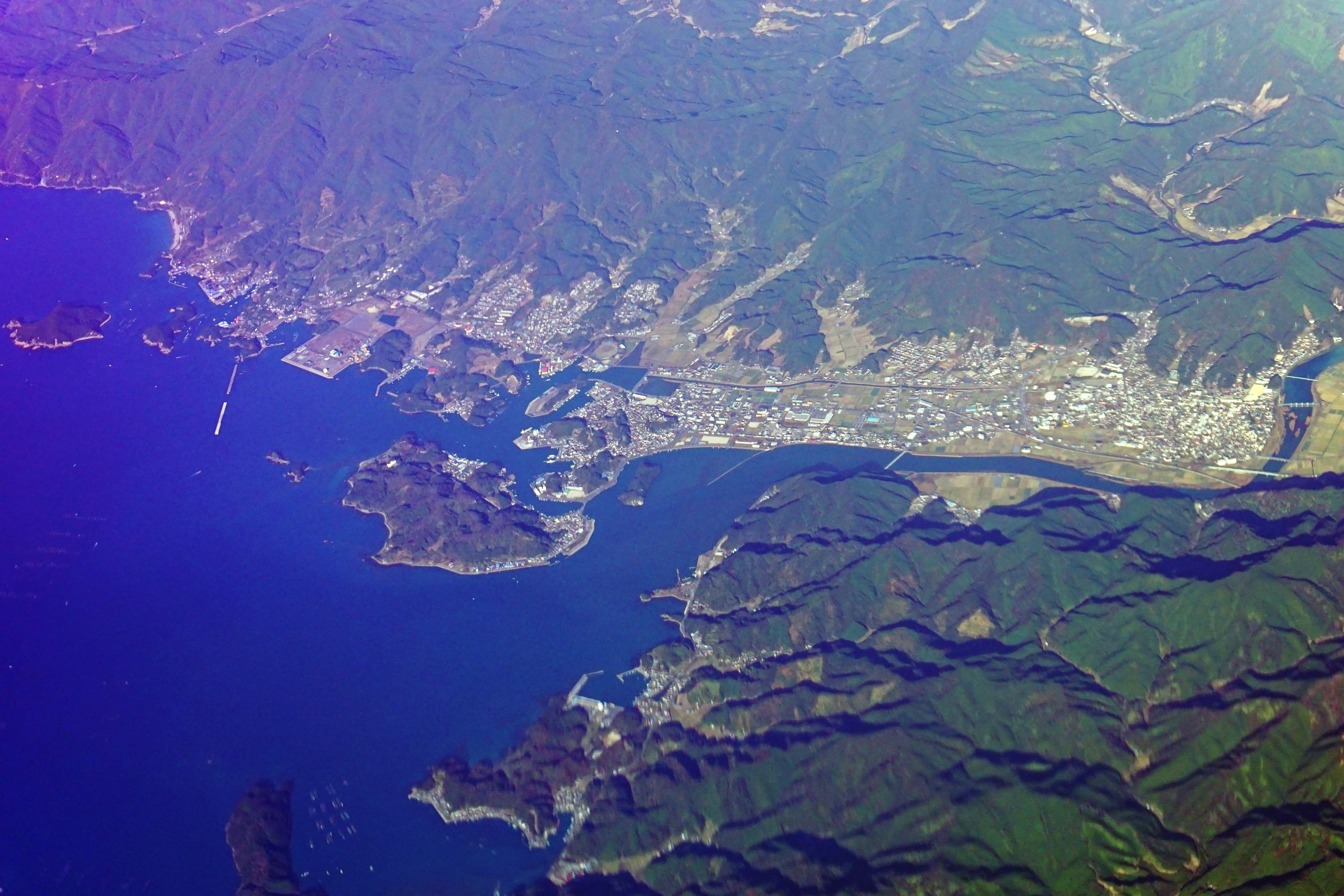
Vue aérienne de Sukumo.

### Situation
Sukumo est située dans le sud-ouest de l'île de Shikoku, à l'embouchure du fleuve Matsuda. Les îles d'Okinoshima et d'Urugushima font partie de la ville.

### Municipalités limitrophes
| Uwajima         | Shimanto | Shimanto    |
| Ainan           | Sukumo   | Mihara      |
| océan Pacifique | Ōtsuki   | Tosashimizu |

### Démographie
En novembre 2023, la population de la ville de Sukumo était de 18 880 habitants répartis sur une superficie de 286,20 km2.

### Climat
Sukumo a un climat subtropical humide caractérisé par des étés chauds et des hivers frais. La température moyenne annuelle est de 17,2 °C. La pluviométrie annuelle moyenne est de 2 093 mm, juin étant le mois le plus humide.

## Histoire
La région actuelle de Sukumo faisait partie de l'ancienne province de Tosa. Pendant l'époque d'Edo, la région faisait partie des possessions du domaine de Tosa dirigé par le clan Yamauchi depuis le château de Kōchi, et Sukumo était une ville-château autour d'une fortification secondaire du domaine. À la suite de la restauration de Meiji, le village moderne de Sukumo est créé le 1er octobre 1889. Il fut élevé au rang de bourg le 20 décembre 1899. Le 31 mars 1954, Sukumo fusionne avec le bourg de Kozukuchi et les villages de Hashigama, Hirata, Yamana et Okinoshima pour former la ville de Sukumo.

## Culture locale et patrimoine
La ville abrite le Enkō-ji, 39e des 88 temples du pèlerinage de Shikoku.

## Transports
Sukumo est desservie par la ligne Sukumo de la Tosa Kuroshio Railway.